# Dieren
Dieren es una localidad holandesa que pertenece a la municipalidad de Rheden en la provincia de Güeldres. Al sur Dieren limita con el río Ijssel y al norte y oeste del pueblo se encuentran los bosques de Veluwezoom. La línea ferroviaria Arnhem - Zutphen y la nacional N348 cortan Dieren en dos partes. El pueblo tiene aproximadamente 15.000 habitantes (enero de 2008).

## Historia

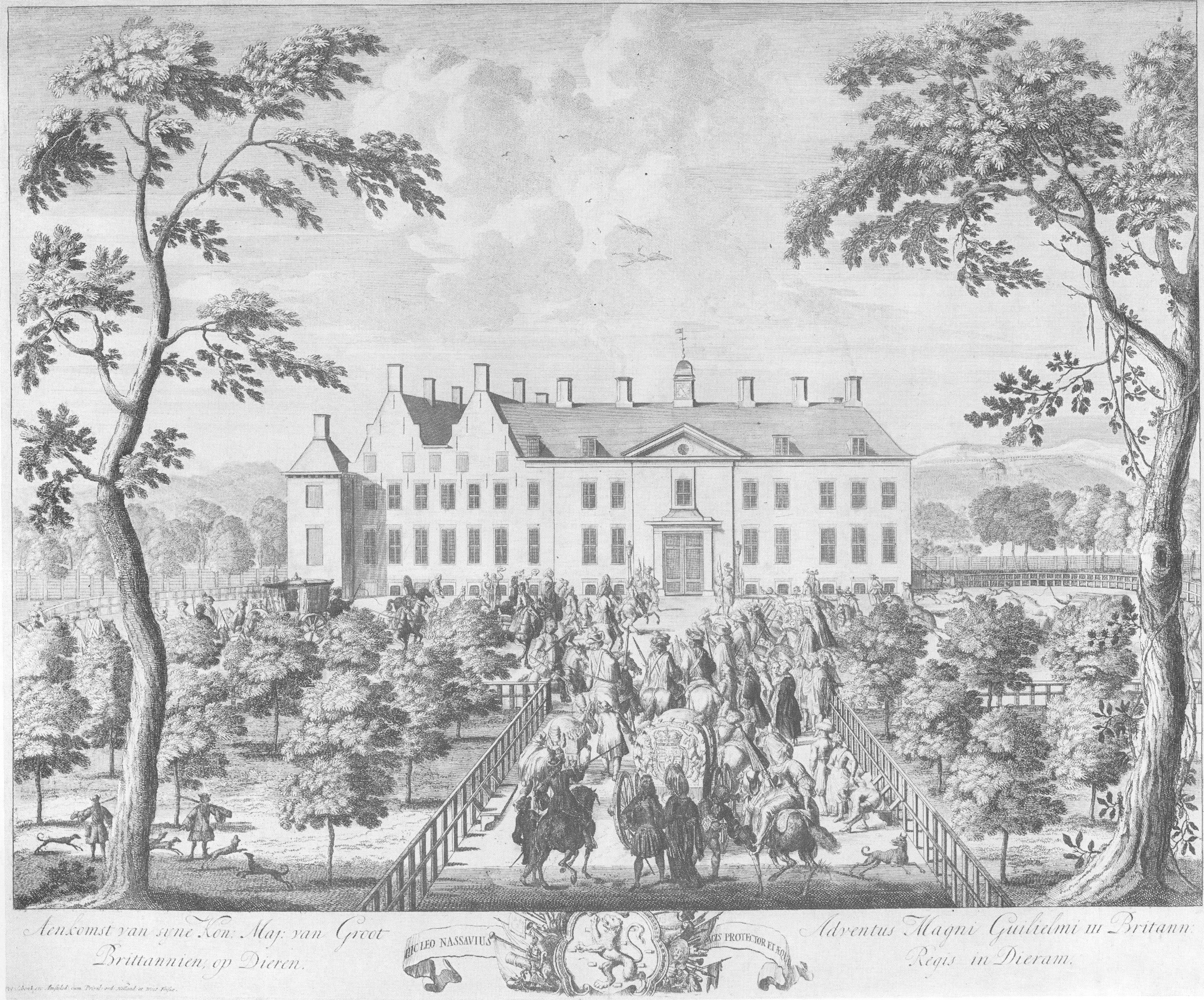
El rey Guillermo III de Inglaterra llega a la Hof te Dieren en 1691

La primera mención de Dieren fue en el año 838, con el nombre Theothorne. En el pueblo hubo un castillo, en los alrededores del cual se cazaba. Fue una región a la que acudían nobles a cazar.

## Turismo
Dieren limita con el Parque National Veluwezoom y ofrece la posibilidad de hacer paseos de varias horas a pie y en bicicleta. Un punto interesante es el Carolinaberg con sus 14 avenidas

## Hijos ilustres
Nació en Dieren:
- Princesa Marilène,
- Escritora Ilse Starkenburg

Murió en Dieren:
- Escritor y periodista P.A. Daum

- Datos: Q73101
- Multimedia: Dieren / Q73101